# Ioan Ţurcan
Ioan Ţurcan [Curkan], přepisováno též Ioan Zurkan nebo Ioan Zurcan, německy Johann Zurkan (19. dubna 1818 Chreščatyk – 19. května 1902 Černovice), byl rakouský pravoslavný duchovní a politik rumunské národnosti z Bukoviny, na konci 19. století poslanec Říšské rady.

## Biografie
Narodil se roku 1818 v obci Chreščatyk, německy Kryczzatek v Bukovině. Profesí byl konzistorním radou. V roce 1843 byl vysvěcen na kněze. Od roku 1845 působil jako farář v Alt-Mamajestie. V roce 1848 se stal konzistorním profesorem, od roku 1866 byl konzistorním radou a od roku 1874 protopresbyterem. V roce 1884 se stal archipresbyterem. V roce 1898 odešel do penze. Až do své smrti zastával funkci předsedy jednoty pravoslavných kněží Bukoviny. Měl titul doktora teologie.
Byl veřejně a politicky aktivní. Zasedal coby poslanec Bukovinského zemského sněmu. Dlouhodobě byl členem obecní rady v Černovicích.
Byl i poslancem Říšské rady (celostátního parlamentu Předlitavska), kam usedl ve volbách roku 1891 za kurii velkostatkářskou, I. volič. sbor. Mandát zde obhájil ve volbách roku 1897. V poslanecké sněmovně setrval do své smrti roku 1899. Ve volebním období 1891–1897 se uvádí jako Dr. Johann Zurkan, konzistorní rada, bytem Černovice.
Po volbách roku 1891 se uvádí jako kandidát konzervativního a federalistického Hohenwartova klubu. Patřil ke konzervativní rumunské straně. Coby nejstarší člen sněmovny byl dvakrát při zahájení zasedání Říšské rady jejím dočasným předsedou.
Zemřel v květnu 1902.